# در آغوش گرفتن (فیلم)
در آغوش گرفتن (به مالایالم: Aalinganam) فیلمی محصول سال ۱۹۷۶ و به کارگردانی آی. وی. ساسی است. در این فیلم بازیگرانی همچون راغاوان، سری دوی، رانی چاندرا، وینسنت، بهادر ایفای نقش کرده‌اند.